# Herman Jan Rahusen
Herman Jan Rahusen (Amsterdam, 15 juni 1817 - Wiesbaden (D), 24 mei 1875) was een Nederlands handelaar en politicus.
Hij kwam uit een Oost-Friese doopsgezinde familie. Hij was graankoopman en firmant in de door zijn vader opgerichte firma "H. en D. Rahussen" in Amsterdam.
Hij werd lid van de Provinciale Staten van Noord-Holland (1850-1866). Vanaf 1866 was hij liberaal lid van de Eerste Kamer, hij bleef dit tot zijn overlijden in 1875. Later werd zijn eveneens liberale broer Eduard lid van de Eerste Kamer.